# Haft Aszijan
Haft Aszijan (perski: هفت اشيان) – wieś w zachodnim Iranie, w ostanie Kermanszah. W 2006 roku miejscowość liczyła 155 osób w 42 rodzinach.